# محمد الثواني
محمد الثويني (مواليد 22 فبراير 1963) هو مبارز كويتي سابق. شارك في منافسات سلاح الشيش الفردي والفرق في دورتي الألعاب الأولمبية الصيفية عامي 1980 و1984.

## روابط خارجية
محمد الثويني في أولمبيديا